# Назаровски рејон
Назаровски рејон (рус. Назаровский район) је општински рејон у западном делу Краснојарске Покрајине, Руске Федерације.
Административни центар рејона је насеље Назарово (рус. Назарово), који не улази у састав рејона, већ има статус градског округа.
Назаровски рејон је лидер у пољопривредној производњи у Краснојарск Покрајини. Поред земљорадње и фармерске производње, у рејону такође има значајних налазишта разних руда, а најзначајније су угаљ и зеолит. Експолоатација руда, значајно утиче и на економског развоја целог рејона. Развој рударства, нарочито са ископинама и прерадом зеолита, утиче и на развој грађевинског материјала, грађевине, али и ђубрива и филтерских елемената. Експлоатација мрког угља, који се сматра међу најквалитетнијим, се данас мери око 200.000 тона годишње, а дугорочно се планира производња и до милион тона годишње.
Суседни територије рејона су:
- север: Боготолски и Ачински рејон;
- исток: Козулски рејон;
- југоисток: Балахтински рејон;
- југ: Ужурски рејон;
- запад: Шариповски рејон;

Укупна површина рејона је 4.230 km².
Укупан број становника рејона је 23.034 (2014).